# Baltische Landeswehr
La Baltische Landeswehr (en français, Armée territoriale balte) fut entre 1918 et 1920, une unité militaire constituant les forces armées officielles du Duché balte uni puis de la république lettone lors de sa première année d'indépendance. Elle était majoritairement constituée de volontaires germano-baltes. Au cours d'un conflit inégal et sporadique, ayant pour partie trait à une guerre civile, l'unité fut principalement amenée à combattre les troupes bolchéviques qui devaient ensuite devenir l'Armée rouge.
Une fois conclu le traité de paix entre la toute jeune république lettone et l'Union soviétique en 1920, la Baltische Landeswehr rejoignit les forces armées lettones.

## Contexte: Conflits dans les Pays baltes 1918-1919
Les pays baltes faisaient partie de l'Empire russe du temps des tsars. Après la révolution de Février, la Russie connaît les affres de la guerre civile. Alors que la défaite de l'Allemagne se précise à la fin de la Première Guerre mondiale, la Révolution semble également imminente dans ces régions. En un instant, les difficultés dans lesquelles se trouvent empêtrées les deux principales forces d'influence de la Baltique poussent les peuples baltes à chercher à obtenir leur indépendance.
Les gouvernements des puissances de l'Entente soutenaient la construction de petits États destinés à constituer un cordon sanitaire entre l'Allemagne et la Russie, afin d'éviter la propagation du communisme. Mais d'autre part, les armées blanches fidèles à la Russie impériale soutenaient la contre-révolution, laquelle ne reconnaissait pas l'indépendance de ces États tampons. De même, la majorité des politiciens germano-baltes voyait plutôt la solution aux questions des États baltes dans un rattachement à une Russie restaurée mais avec plus d'autonomie, ou dans la constitution d'un État fédéral des nations baltes, à l'image de la Confédération suisse.
Les combats sur la définition future de l'État à venir et de ses limites et dépendances territoriales eurent lieu en Lettonie. Ce champ de bataille fut également celui de luttes d'influences entre les grandes puissances environnantes. De plus, ce fut l'occasion de voir se mesurer les forces monarchistes, socialistes et démocratiques, courants transversaux existant au sein de toutes les parties engagées dans le conflit.
La majorité de la population lettone espérait de la part des Bolchéviques non seulement l'obtention de leur indépendance, mais également la réduction du pouvoir des grands propriétaires terriens germano-baltes.
Les principaux combats se déroulèrent entre des armées relativement peu nombreuses et peu entraînées. Les victimes de ces combats furent bien plus nombreuses parmi la population civile qu'au sein des troupes engagées. Ainsi, le nombre de civils tués lors des exactions de l'Armée rouge en Lettonie est estimé entre 5 000  et   7 000. Selon les statistiques de la ville de Riga, ce sont 8 590 habitants qui périrent de faim et des suites d'épidémies durant les cinq premiers mois de 1919. Dans les zones reconquises par la Landeswehr ou les corps francs, ces troupes infligèrent de cruelles vengeances aux populations. Lors de cours martiales expéditives, des prisonniers de guerre, des partisans et des fonctionnaires des conseils ouvriers furent condamnés puis exécutés sur de simples soupçons. À Windau, Goldingen et Mitau, ce sont environ 1 250 personnes qui furent ainsi passées par les armes. Après le retrait de la Landeswehr de Riga, les coupures de presses portent à penser que ce sont encore 2 000  à   4 000 personnes qui furent exécutées.

## Origines
Fin novembre 1918, les Bolcheviks préparent l'invasion des Pays baltes. De fait des troubles révolutionnaires qu'elle a à déplorer en son propre sein, l'Armée allemande ne pense pas être en mesure de la repousser. Pour cette raison, le haut-commandement de la 8e armée allemande autorise, le 11 novembre 1918, la constitution d'une force de défense autochtone formée de volontaires, destinée à lutter contre les révolutionnaires. Cet appel rencontre un fort écho parmi les minorités germano-baltes et russes, mais les volontaires lettons se joignent à la troupe de manière hésitante, l'opinion publique étant plutôt favorable aux bolchéviques, dont les armées approchaient déjà la région.
Après la proclamation des républiques estonienne et lettone par leurs gouvernements populaires, le statut de ces forces de défense changea : en Estonie, les volontaires germano-baltes de la Landeswehr constituèrent le Régiment balte de l'Armée estonienne : en Lettonie, une grande partie des recrues lettones déserta, ce qui conduisit à ce que les troupes germano-baltes de la Landeswehr constituassent, en compagnie des hommes de la future Division de fer encore à l'état de brigade, la seule force armée devant défendre le territoire national. Les Britanniques, vainqueurs de la Première Guerre mondiale, rendirent l'armée allemande responsable de la défense du territoire letton contre l'agresseur bolchévique le 23 décembre 1918.
Ces changements conduisirent à un renforcement progressif de la Landeswehr. Les Germano-baltes servant dans la Deutsches Heer furent transférés au service de la Landeswehr. De plus, les volontaires étaient désormais recrutés dans toute l'Allemagne. Dans une annonce faite le 29 décembre 1918 par le régime Ulmanis, les volontaires qui prendraient part durant au moins quatre semaines à la libération du pays de la menace bolchévique seraient assurés d'obtenir la citoyenneté lettone. La noblesse balte, ainsi que les grands possesseurs terriens germano-baltes, firent mettre par décret un tiers de leurs propriétés à disposition pour l'installation des volontaires allemands.
Les premiers combats menés par la troupe ainsi constituée ne furent pas très concluants. Elle dut se retirer devant les tirailleurs lettons, ce qui permit leur entrée dans Riga et la proclamation d'un régime soviétique le 4 janvier 1919, sous l'autorité de Pēteris Stučka. D'ici fin janvier, il ne restait plus qu'une petite zone autour de Libau contrôlée par les troupes allemandes, où s'était réfugié le gouvernement d'Ulmanis.

## Composition
Le comité national balte (Baltische Nationalausschuß) constituait l'autorité politique qui pilotait la Landeswehr, via la commission à la Landeswehr, laquelle agissait à la manière d'un ministère de la Guerre. L'état-major général de la Landeswehr constituait quant à lui l'organe de commandement militaire de l'unité. Les uniformes variaient selon la nationalité du soldat, allemand ou russe, l'armement et la solde étant assuré jusqu'en juillet 1919 par l'Empire allemand. Au début, dans de nombreuses unités germano-baltes, la langue de commandement fut le russe, les officiers d'encadrement provenant en majorité de l'armée du tsar. À la mi-mai 1919, la Landeswehr atteignait une force d'environ 6 100 hommes. Parmi ceux-ci, environ 3 600 composaient les unités germano-baltes, 400 dans l'unité russe du Prince Lieven, 1 700 servaient au sein de la brigade lettone de Balodis et 400 au sein de corps francs allemands.

### Insigne
Les membres de la Baltische Landeswehr portaient en guise de signe de reconnaissance sur leur uniforme une patte d'épaule bleu clair et blanche, soit aux couleurs baltes.

## Combats

### Reconquête de la Courlande
Début février 1919, Rüdiger von der Goltz prend le commandement du 6e corps de réserve à Libau. Sous son commandement, on retrouve une Landeswehr renforcée entretemps, dirigée par le Major Alfred Fletcher, ainsi que la Division de fer du Bischoff, laquelle comprenait les transfuges de la 1re division de réserve de la garde. La véritable missions de ce VIe corps était de défendre la province de Prusse-Orientale contre la menace bolchéviste. Avec l'accord de la Triple-Entente, une offensive devait même être lancée, ce afin de trouver une meilleure ligne de défense. Pour de nombreux membres de la Landeswehr, il s'agissait de sauver leur famille de la terreur rouge. L'offensive fut un succès et le 18 mars 1919 les troupes germano-baltes entraient dans Mitau.

### Prise de Riga
L'offensive suivante, dont l'objectif était Riga, fut différée pour des raisons politiques. Les divergences entre le régime d'Ulmanis et l'assemblée nationale balte allaient grandissantes, concernant principalement les questions relatives aux privilèges politiques et aux biens des grands propriétaires terriens allemands. Ces tensions causèrent le 16 avril 1919 le putsch mené par une unité politisée de la Landeswehr et à la mise en place d'un régime pro-allemand sous la houlette d'Andrievs Niedra.
Le gouvernement allemand interdit de poursuivre l'offensive au-delà de la ligne atteinte, et ordonna que la 1re division de réserve de la garde soit retirée de la ligne de front. Mais avant que cette unité ne soit rembarquée, l'opération contre Riga fut poursuivie sur le propre chef du commandement du corps von der Goltz. Le 22 mai, la Landeswehr opéra un coup de main sur Riga, tandis que les troupes allemandes stoppaient sur le flanc droit, à Bauske, une tentative d'encerclement. À la fin de la bataille, une bonne partie des troupes soviétiques fut massacrée, le gouvernement en place se repliant en hâte à Dünaburg.
À Riga, où sévissait déjà une famine, environ 18 000 prisonniers politiques étaient relâchés. Des navires américains débarquèrent toutefois quelques vivres. Avec l'avancée rapide des troupes germano-baltes, de nombreux soldats de l'Armée rouge et fonctionnaires soviétiques n'eurent pas le temps de fuir la ville ; ils se cachèrent donc parmi la population civile. Les actes de cruauté perpétrés contre eux par la Landeswehr soulevèrent l'indignation de l'opinion publique mondiale.

#### Ordre de bataille (20 mai 1919)

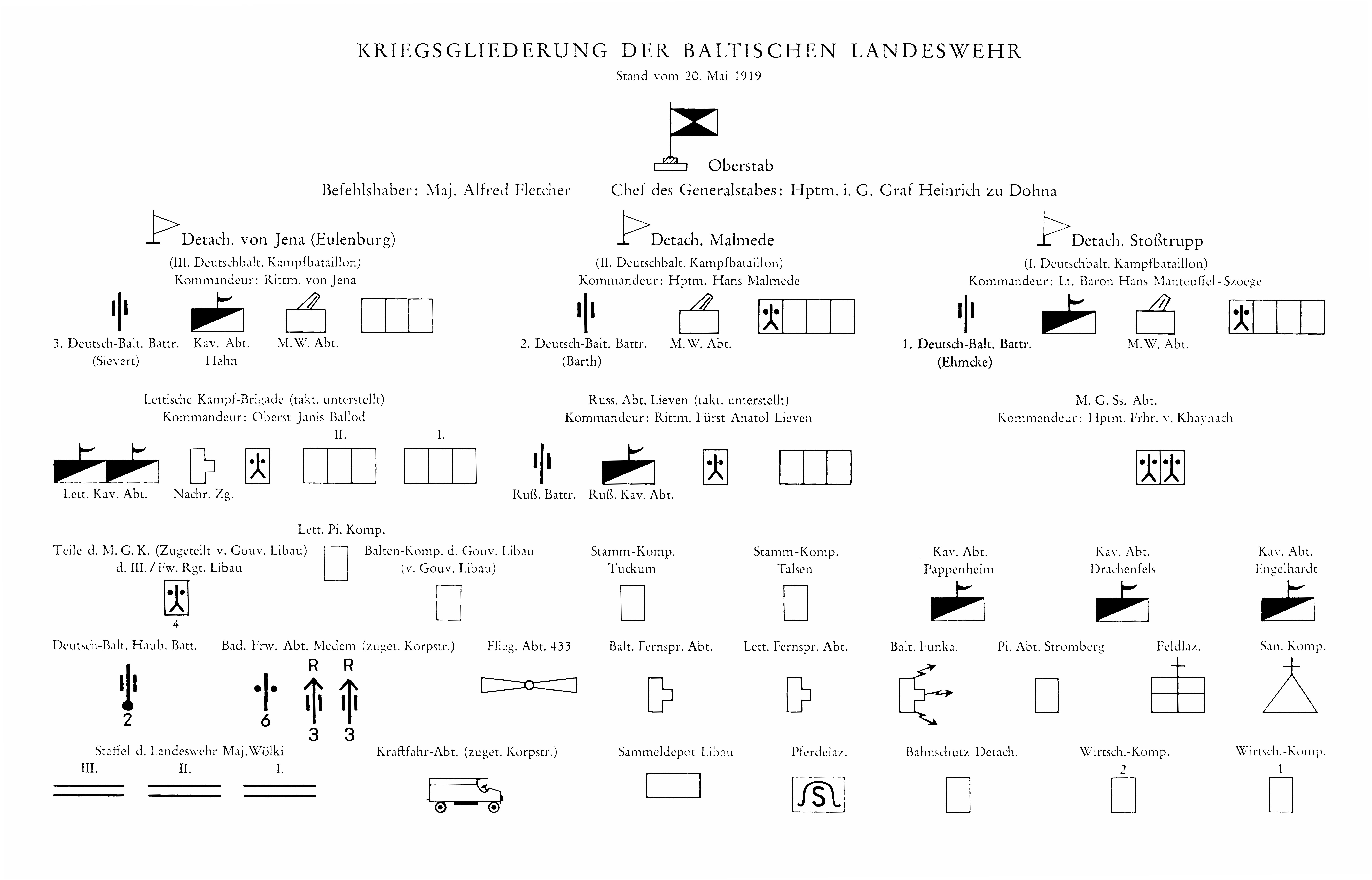
Organisation au 20 mai 1919

- 1er bataillon germano-balte de combat (Troupe d'assaut Manteuffel) (1. Deutsch-Balt. Kampfbataillon (Stoßtrupp Manteuffel) ; (baron Hans von Manteuffel (de))
- 2e bataillon germano-balte de combat (2. Deutsch-Balt. Kampfbataillon) ; (capitaine Malmede)
- 3e bataillon germano-balte de combat (3. Deutsch-Balt. Kampfbataillon) ; (maître de cavalerie comte zu Eulenburg)
- Section du renseignement et des tireurs d'élite (MG-Scharfschützen-Abteilung) ; (capitaine baron von Khaynach)
- Section russe Prince Lieven (Russische Abteilung Fürst Lieven) ; (capitaine de cavalerie prince Anatoli Lieven (de))
- Birgade de combat lettone (Lettische Kampf-Brigade) ; (colonel Jānis Balodis)
- Compagnie d'instruction Talssen (Stamm-Kompanie Talssen)
- Compagnie d'instruction Tuckum (Stamm-Kompanie Tuckum)
- Compagnie balte du gouvernement de Libau (Balten-Kompanie des Gouvernement Libau)
- Éléments de la compagnie du renseignement du 3e régiment de volontaires de Libau (gouvernement de Libau) (Mitglieder der MG-Kompanie des III./Freiwilligen-Regiment Libau (Gouvernement Libau))
- Section de cavalerie lettone (Lettische Kavallerie-Abteilung)
- Section de cavalerie russe (Russische Kavallerie-Abteilung)
- Section de cavalerie Engelhardt (Kavallerie-Abteilung Engelhardt)
- Section de cavalerie Drachenfels (Kavallerie-Abteilung Drachenfels)
- Section de cavalerie Pappenheim (Kavallerie-Abteilung Pappenheim)
- Section de cavalerie Halm (Kavallerie-Abteilung Halm)
- 1re batterie germano-balte (1. Deutsch-Balt. Batterie) ; (Ehmke)
- 2e batterie germano-balte (2. Deutsch-Balt. Batterie) ; (Barth)
- 3e batterie germano-balte (3. Deutsch-Balt. Batterie) ; (Sievert)
- Batterie d'obusier germanoe-balte (Deutsch-Balt. Haubitze-Batterie)
- Batterie russe (Russische Batterie) ; (Röhl)
- Section Medem des volontaires du Pays de Bade (troupe du corps) (Badisches Freiwilligen Abteilung Mede)
- Compagnie lettone de pionniers (Lettische Pionier-Kompanie)
- Section de pionniers Stromberg (Pionier-Abteilung Stromberg)
- Section balte de téléphonie (Balt. Fernsprech-Abteilung)
- Section lettone de téléphonie (Lettische Fernsprech-Abteilung)
- Section balte de radiocommunication (Balt. Funker-Abteilung)
- Section des avions 433 (troupe du corps) (Flieger-Abteilung 433)
- Colonne des camions de l'armée 021 (troupe du corps) (Armee-Kraftwagen-Kolonne 021)
- Estafette et support de la Landeswehr (Staffel-Stab der Landeswehr) ; (major Wölki)
  - Colonne des munitions et du train I (Munitions- und Train-Kolonne I)
  - Colonne des munitions et du train II (Munitions- und Train-Kolonne II)
  - Colonne de campagne III (Landeskolonne III)
- Hôpital de campagne (Feldlazarett)
- Compagnie sanitaire (Sanitäts-Kompanie)
- Ambulanciers (Sanitäts-Kraftwagen-Zug)
- Compagnie d'intendance 1 (Wirtschafts-Kompanie 1)
- Compagnie d'intendance 2 (Wirtschafts-Kompanie 2)
- Détachement de protection du train (Bahnschutz-Detachement)
- Infirmerie équine (Pferdelazarett)
- Dépôt de Libau (Sammeldepot Libau)

### Combats près de Cēsis
Niedra exigeait que l'ensemble du territoire letton soit débarrassé de la présence des troupes soviétiques pour asseoir son pouvoir. Toutefois, dans le même temps, la Lettonie se heurtait dans le même temps avec la république estonienne, régime que Niedra ne reconnaissait pas, et craignait un renforcement de l'État allemand, au sud. Après de longues et inutiles négociations et recherches de compromis avec les puissances de l'Entente, la situation déboucha le 22 juin 1919 sur les combats de Cēsis. La Landeswehr ne put vaincre les troupes estoniennes et dut se retirer de Riga. Cette bataille annonçait la fin de la prépondérance des Germano-baltes en Lettonie. Eu égard à la situation sans issue dans laquelle il se trouvait, le gouvernement Niedra accepta de signer un traité d'armistice, proposé par l'intermédiaire des États-Unis, le 3 juillet avec les Estoniens. Niedra dut laisser sa place et Ulmanis revint, mettant en place un nouveau gouvernement, dans lequel se trouvaient encore initialement deux ministres germano-baltes.

### Campagne en Latgale

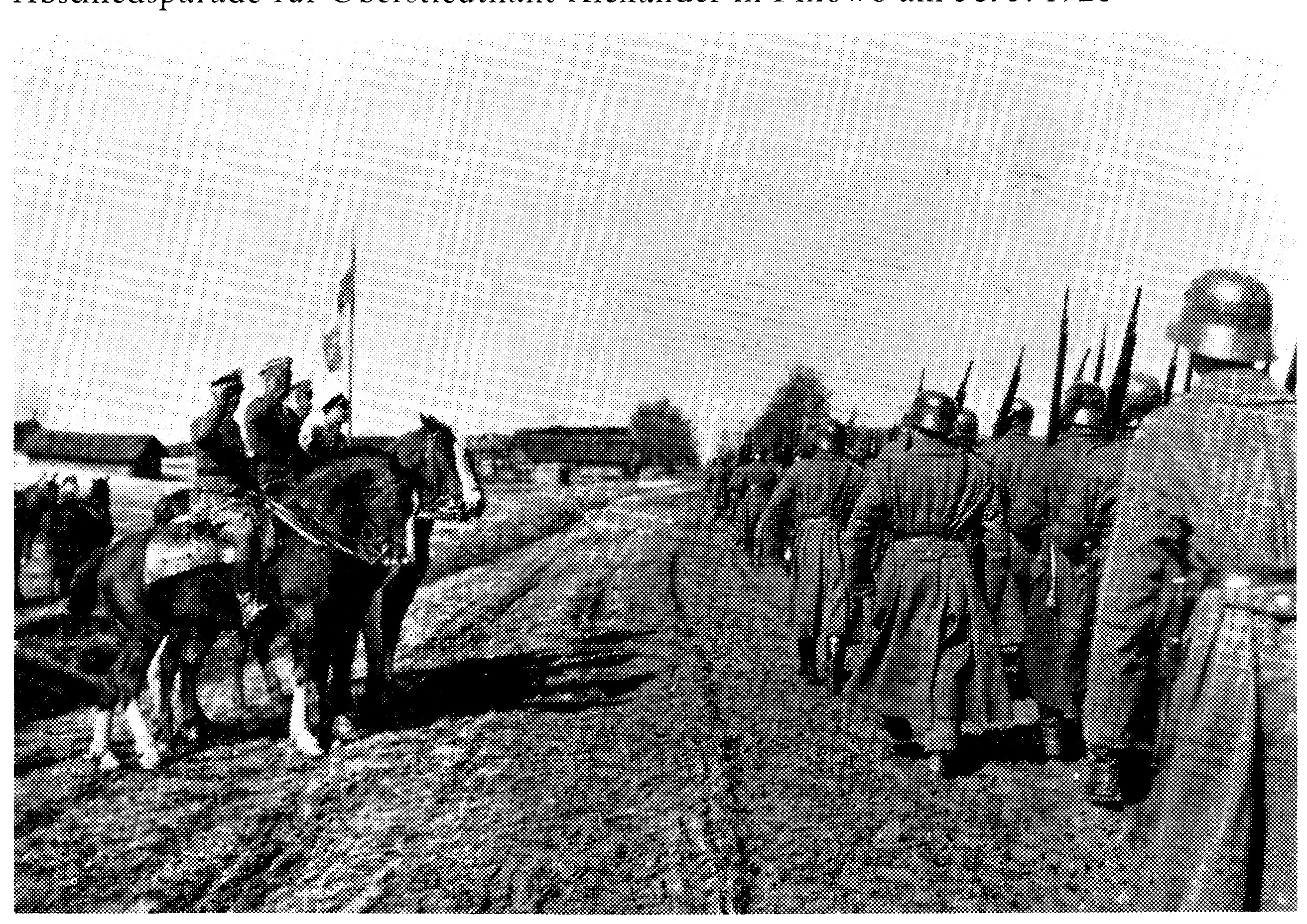
Cérémonie de départ du lieutenant-colonel Alexander le 22 mars 1920.

Après la prise d'effet de l'armistice letto-estonien, la Landeswehr se trouva dès lors dépendre du haut-commandement letton. Tous les ressortissants allemands durent quitter la troupe. La brigade lettone du colonel Balodis et l'unité russe du prince Lieven durent également quitter la formation. Cependant, le commandement de l'unité fut confié à Harold Alexander, lieutenant-colonel et ressortissant britannique.
Le 22 août 1919, la Landeswehr ainsi allégée fut expédiée sur le front soviétique. Une guerre de positions s'ensuivit, durant jusqu'en janvier 1920, lorsqu'une nouvelle offensive débuta, avec l'arrivée d'une armée polonaise alliée, sous le commandement du général Rydz-Smigly. L'attaque fut menée contre Rossitten et poussa jusqu'au fleuve frontalier Sunjucha. Le 1er avril 1920, les Soviétiques ayant momentanément renoncé à combattre dans la région, la Baltische Landeswehr fut dissoute et reformée, sous le nom de 13e régiment d'infanterie lettone de Tuckum, mais garda l'allemand comme langue de commandement.